# Miel Otxin
Miel Otxin es el personaje principal del carnaval de Lanz, en España.  

## Representación
Se trata de un maniquí de aproximadamente tres metros de elevado y de una treintena de kilogramos, brazos en cruces, abarrotado de paja, vestido de un pantalón azul, de un ancho cinturón rojo y de una camisa a flor y peinado de un sombrero cónico multicolore. Su cara está pintado rasgos sonrientes. Llevaba recientemente una pancarta marcada « Viva los mozos de Lantz ».
Durante los tres días del carnaval, del domingo al Martes gordo, se lo pasea a espalda de hombre en el pueblo de Lantz, en Navarra española.
Dos vez por día es jugada efectivamente la escena que evoca su captura por los aldeanos, que lo llevan triunfa en torno al pueblo, en el sentido contrario de las agujas de un reloj. La última tarde, dos chicos disfrazados en mujeres, todos vestidos de blanco lo siguen, el aire grave, sumergidos cada uno en un libro. Después dos golpes de fusil resuenan sobre el lugar de Lantz y Miel Otxin tumba. Su « despojo » está depositada sobre una hoguera que se enflamme alrededor duquel el conjunto de los habitantes disfrazados (los Txatxos, una deformación de muchachos, pero tal vez también una referencia a los demonios) bailen el zortziko.

## Leyendas bajo-jacentes e interpretaciones

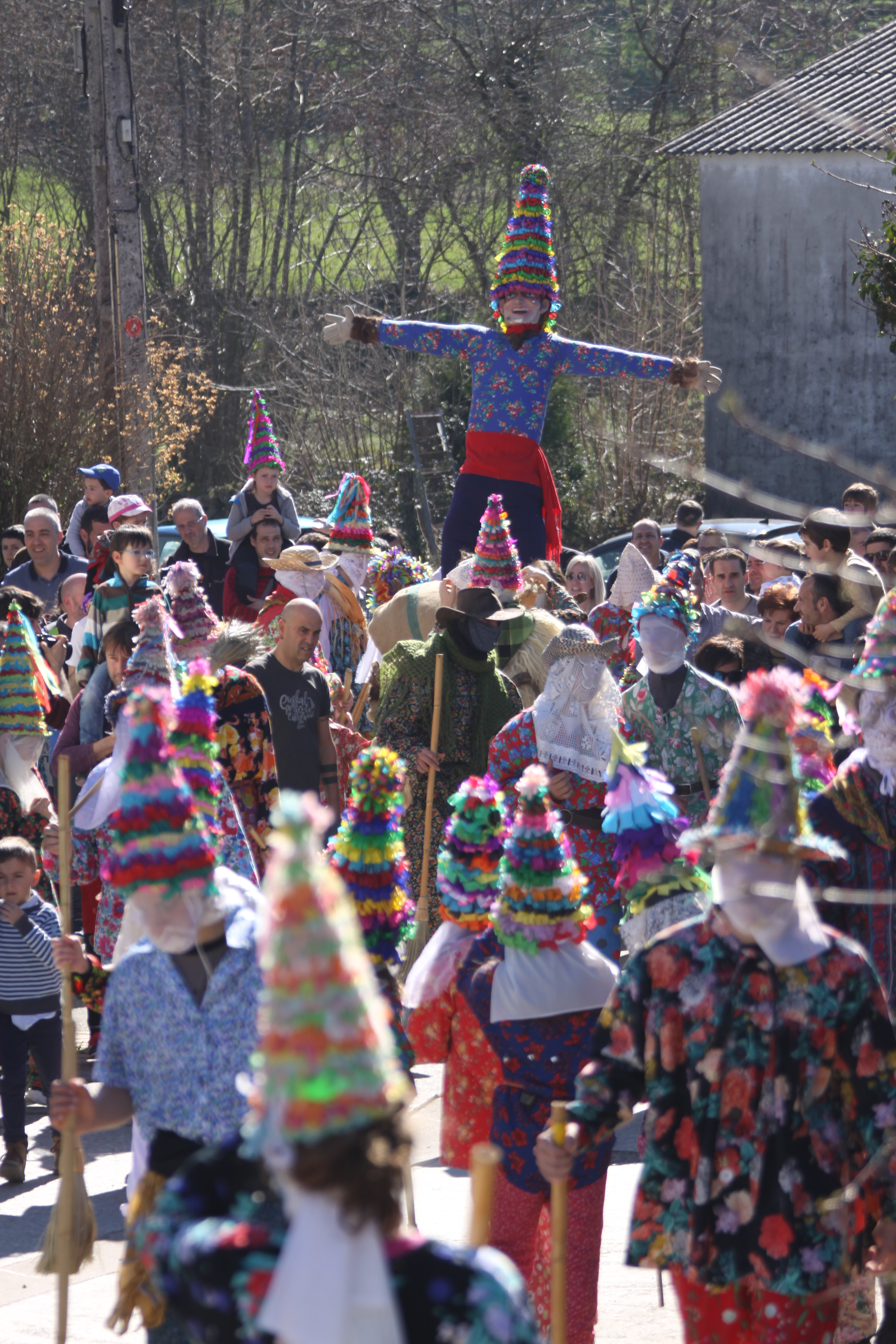
Miel Otxin precedido de los Txatxos a Lantz en 2020

Como en muchos carnavales rurales, se ve a veces en esta tradición un rito destinado a favorecer las futuras cosechas de maíz (Violet Alford).
La explicación puesta por escrito en 1944 por el ethnographe navarro José María Iribarren hecho de Miel Otxin un antiguo bandido de gran camino de la región. Habiendo invertido el pueblo, afronta el corpulento Ziripot, héroe valiente que se ha llevado voluntario para capturarlo,. En una variante más corriente, Miel Otxin y su montura, figurada durante el carnaval por el hombre-caballo Zaldiko, se esfuerzan particularmente sobre el desdichado Ziripot, discapacitado por su obesidad, y sola la alianza de todos los aldeanos pone final a sus exacciones.
Julio Caro Baroja lo asimila a un símbolo de los vicios, cuyos se se quita para Carnaval como de un chivo expiatorio. Una lectura vecina presenta Miel Otxin como la personnification de los malos espíritus, desquels triunfan los aldeanos. 
Un autor punta no obstante la semejanza formal de Miel Otxin y del Cristo (brazo en cruz, conductos al suplicio), y subraya que el gigante, para capturado que sea, parece dominar la multitud y ser en cualquier momento mide de liberarse. Supplicié voluntario, es el solo personaje del carnaval a tener la cara aparente, una cara de exceso sonriente. Sería entonces más bien una figura positiva, aquella del buen bandido, del Robin de los Bosques, aliado a los aldeanos ; las fuerzas démoniaques que son entonces más posiblemente representadas por los herrer (Arotzak), una docena de siluetas fantasmales vestidas de yute, de canales y de huesos que caminan por la calle principal del pueblo independientemente de la procesión. Ambos jóvenes vestidos en mujeres que siguen Miel Otxin estarían cargados de leer al prisionero la Pasión del Cristo — o bien representarían sus cercanos, en duelo.   
Juan Garmendia Larrañaga muestra la similitud de las suertes reservadas a Miel Otxin y a Zanpantzar, el héroe de varios carnavales  vascos lucidos también quemado la víspera de las Cendres y que su corpulencia y su pretendida gula compara con Ziripot. Constatando que la desfila no pone de manifiesto ningún signo de aversión entre Miel Otxin y Ziripot, una alianza entre ambos personajes engalanaba pues plausible.
El ritual entero simbolizaría así la derrota de las fuerzas de las tinieblas (Arotzak, Txatxos, incluso Zaldiko) que forman la vanguardia del cortejo frente al Bien, Miel Otxin y Ziripot que los rechazan que cierra la andadura. El immolacion de Miel Otxin a cargo de los pecados de los habitantes sería entonces una forma de absolución.
Varios étymologies están evocadas, sin certeza : Miel estaría derivado del nombre Miguel (según Iribarren), o despediría a los « miles » hurtos cometido por el bandido. Otxin podría ser una moneda antigua, mientras que otro autor, Asiáin, punta la semejanza de su nombre con otsoa (lobo, en vasco), otsaila (el mes de febrero, donde están celebrados los carnavales), incluso con osin (gouffre, gruta), y cree ver el signo de un carácter anthropomorphe, caótico, maléfique y pagano del personaje.

## Derivados
Otras municipalidades, ciudades y distritos de la comunidad foral de Navarra retoman el personaje en su propio carnaval : Pamplona, Tafalla, Burlata, Antsoain, Estella, Barañáin, etc.